# 藤森駅
藤森駅（ふじのもりえき）は、京都府京都市伏見区深草極楽町にある、京阪電気鉄道京阪本線の駅。駅番号はKH32。

## 概要
駅周辺には京都聖母学院小学校や京都教育大学などの学校が立地し、学生の利用が多くなっている。また2021年（令和3年）に無人化された京都府内の京阪の駅では最多の乗降客数である。
JR藤森駅や駅名の由来となった藤森神社には南隣の墨染駅の方が近い。一方で名神深草バスストップへは龍谷大前深草駅よりも当駅の方が近くなっている。このことから、1980年頃までは名神ハイウェイバスの日本急行バス（現：名鉄観光バス）への乗換を案内していたことがある（この時期には各ホームに乗り換えを示す電照看板や「ハイウェイバスのりかえ」の案内標識のほか、改札近傍には電照式の時刻表もあった）。
ハイウェイバスの乗換案内を行わなくなってから2000年（平成12年）頃までは車内放送の際、駅名の後に「科学センター前」と呼称していた。

## 歴史
京阪線の開通と同時に師団前駅として開業。駅名由来は大日本帝国陸軍第十六師団の司令部（現在の京都聖母学院中学校・高等学校）の側にあったことからで、駅周辺の師団街道と直違橋通を繋ぐ3つの軍道には、列車の運行が陸軍の訓練や演習に支障をきたさないようにと開通時からそれぞれ高架橋が造られた。1941年、「駅名が陸軍師団の所在地を示す」として現駅名『藤森駅』に改められた。
また戦前から駅の柱や梁を藤森神社の藤の花に色「藤色(紫)」に塗られたが戦争の激化で「爆撃の目印」にならないようにグレーに塗り直され、1980年代にプラットホームの柱や梁を藤色に塗り直された。
以前は駅舎（改札口）は淀屋橋方面ホーム側のみにあり、現在の東側南改札口が唯一の改札口で大阪行きホームのみ車イス対応のスロープが設置されていた。北側は聖母学園生徒学生専用出入口、売店などがあったが現在は改札口が設けられている。出町柳方面ホームへは改札内の地下道で連絡しているだけで、トイレも西側の階段の途中に造られていた。2008年3月、京都市との合同で西改札口の設置・改札階と上下ホームを結ぶエレベーターの設置の整備計画が発表され、京都市の援助を得て駅のバリアフリー化工事が進められ2009年9月26日に西改札口が造られ、トイレも改良された。2010年3月26日に京都行きホームへ車イス対応エレベーターの設置工事が竣工した。しかし駅の特徴の一つだった紫色に塗られたホームの柱は、他駅と同じグレーに塗りなおされた。

### 年表
- 1910年（明治43年）4月15日：京阪本線開業と同時に、師団前駅として設置。
- 1941年（昭和16年）9月1日：藤森駅に改称[5]（師団所在地であるため防諜上の理由）。
- 1943年（昭和18年）10月1日：会社合併により京阪神急行電鉄（阪急）の駅となる。
- 1946年（昭和21年）2月15日：急行運転の再開、急行停車駅に[6]。
- 1949年（昭和24年）
  - 8月1日：ダイヤ改正で急行通過駅に[7]。
  - 12月1日：会社分離により京阪電気鉄道の駅となる。
- 1967年（昭和42年）9月7日：駅改良工事竣工[5]。
- 1968年（昭和43年）7月21日：上りホームを踏切北側へ移設、地下道使用開始[5]。
- 1971年（昭和46年）11月29日：学生専用出口開設[5]。
- 1977年（昭和52年）3月30日：駅の西側に京阪電鉄初の分譲マンション「ローズマンション藤の森」の分譲開始。
- 1978年（昭和53年）3月30日：「ローズマンション藤の森」竣工、京阪藤の森ビル竣工[8]。
- 1992年（平成4年）：プラットホームの屋根が延長される[9]。
- 1994年（平成6年）：自動改札機設置[10]。
- 1999年（平成11年）3月29日：大阪行きホームに車椅子用スロープ設置。
- 2003年（平成15年）：「二代目おけいはん」（江本理恵）が出演するCM撮影に使われる。
- 2008年（平成20年）2月：ホーム異常通報装置設置[11]。
- 2009年（平成21年）9月26日：西改札口、開設[5]。
- 2010年（平成22年）3月26日：身体障害者対応エレベーター2基設置[3]。
- 2016年（平成28年）3月19日：ダイヤ改正で日中の普通電車の運用が無くなり、準急のみ停車する時間帯が生まれた。

## 駅構造
相対式2面2線ホームを持つ地上駅。出町柳方面ホームは淀屋橋方面ホームより北側へ数両分ずれて設置されており、ホームの真上を名神高速道路が通っている。改札口は東西両側にあり、1990年代半ばに自動改札機が導入された。駅の南側には踏切が、北側には地下自由通路が駅の両側を通じている。バリアフリー設備として、車イス対応のエレベーター・多目的トイレが設置されている。
1980年代半ばより、駅名にちなんでホームの柱を薄紫（藤色）に塗りかえられていたことがある。

### のりば
| 番線 | 路線      | 方向 | 行先                 |
| ---- | --------- | ---- | -------------------- |
| 1    | ■京阪本線 | 上り | 三条・出町柳方面     |
| 2    | ■京阪本線 | 下り | 淀屋橋・中之島線方面 |

- 両ホームとも有効長は7両。

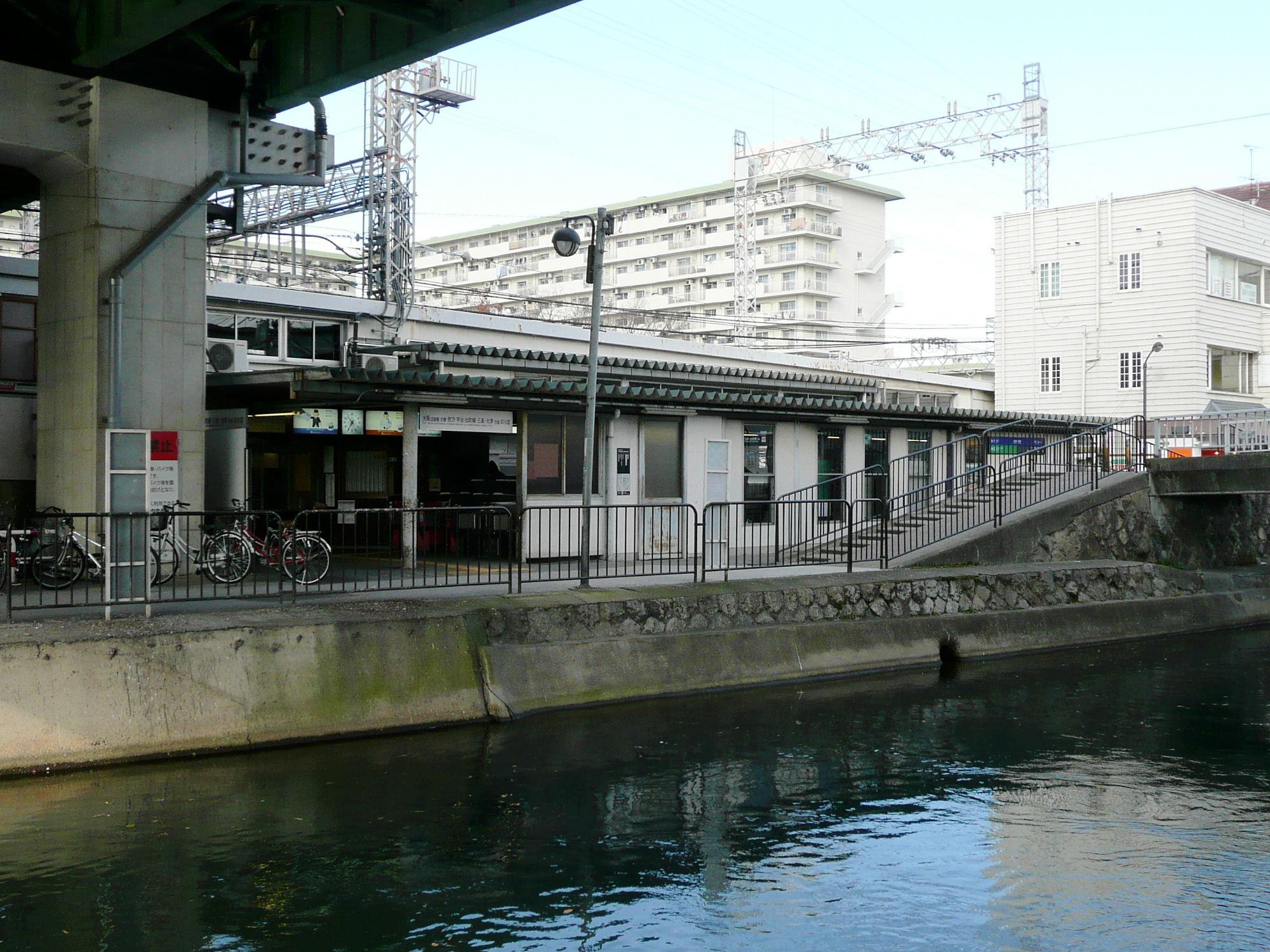
駅舎（2008年1月、南東側より）
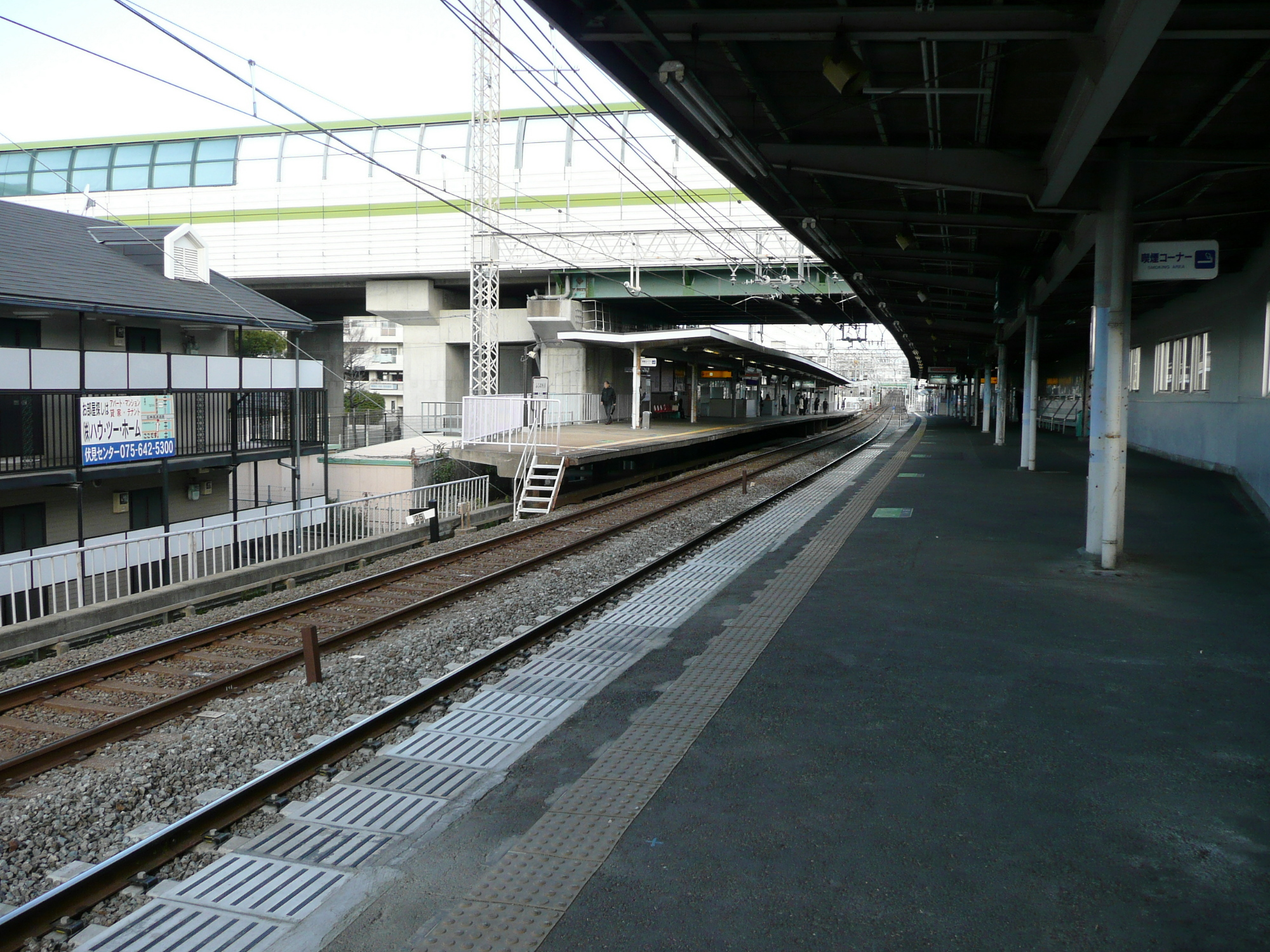
ホーム（2008年1月）
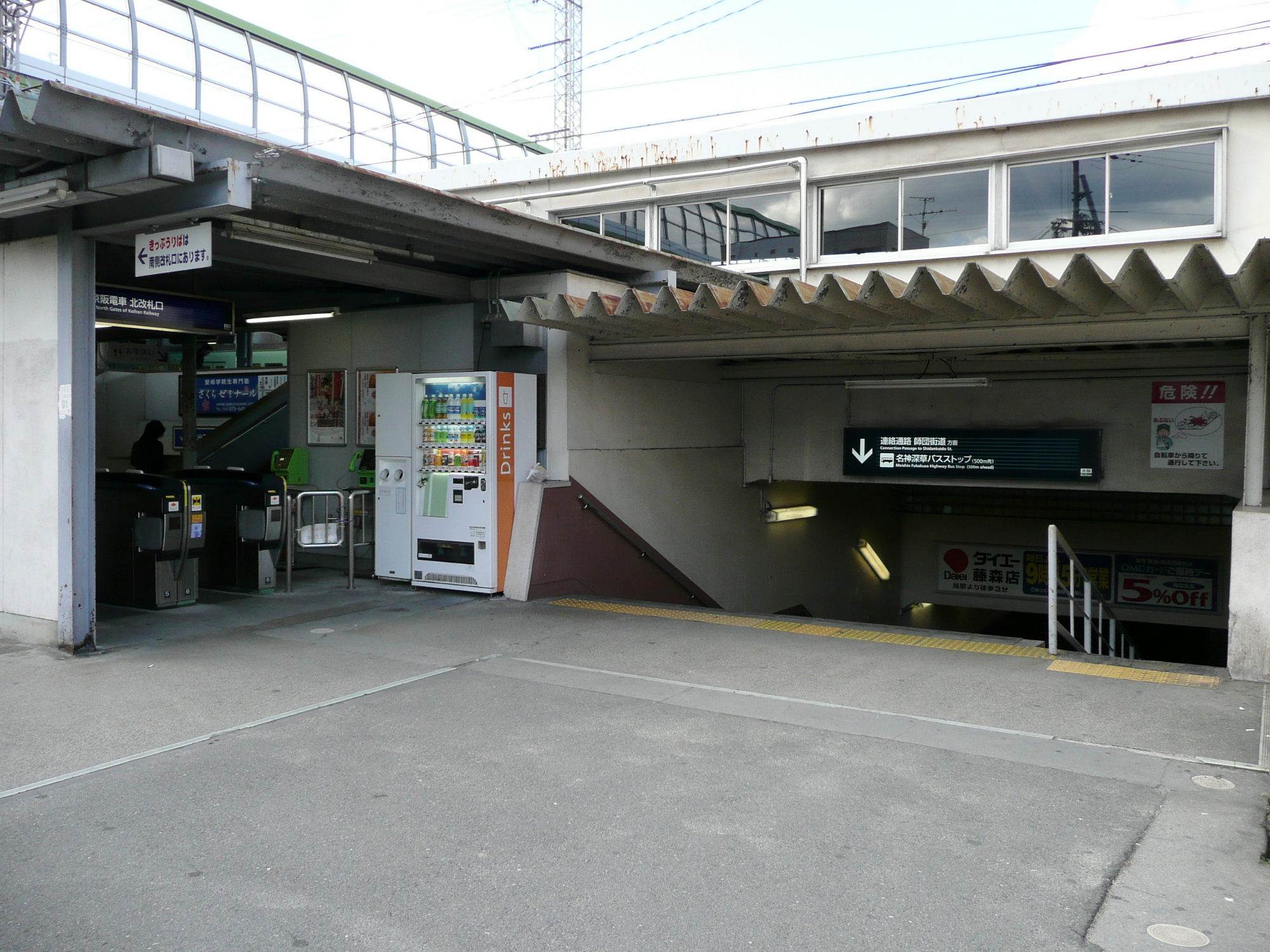
藤森駅北改札口及び自由通路（2008年1月）
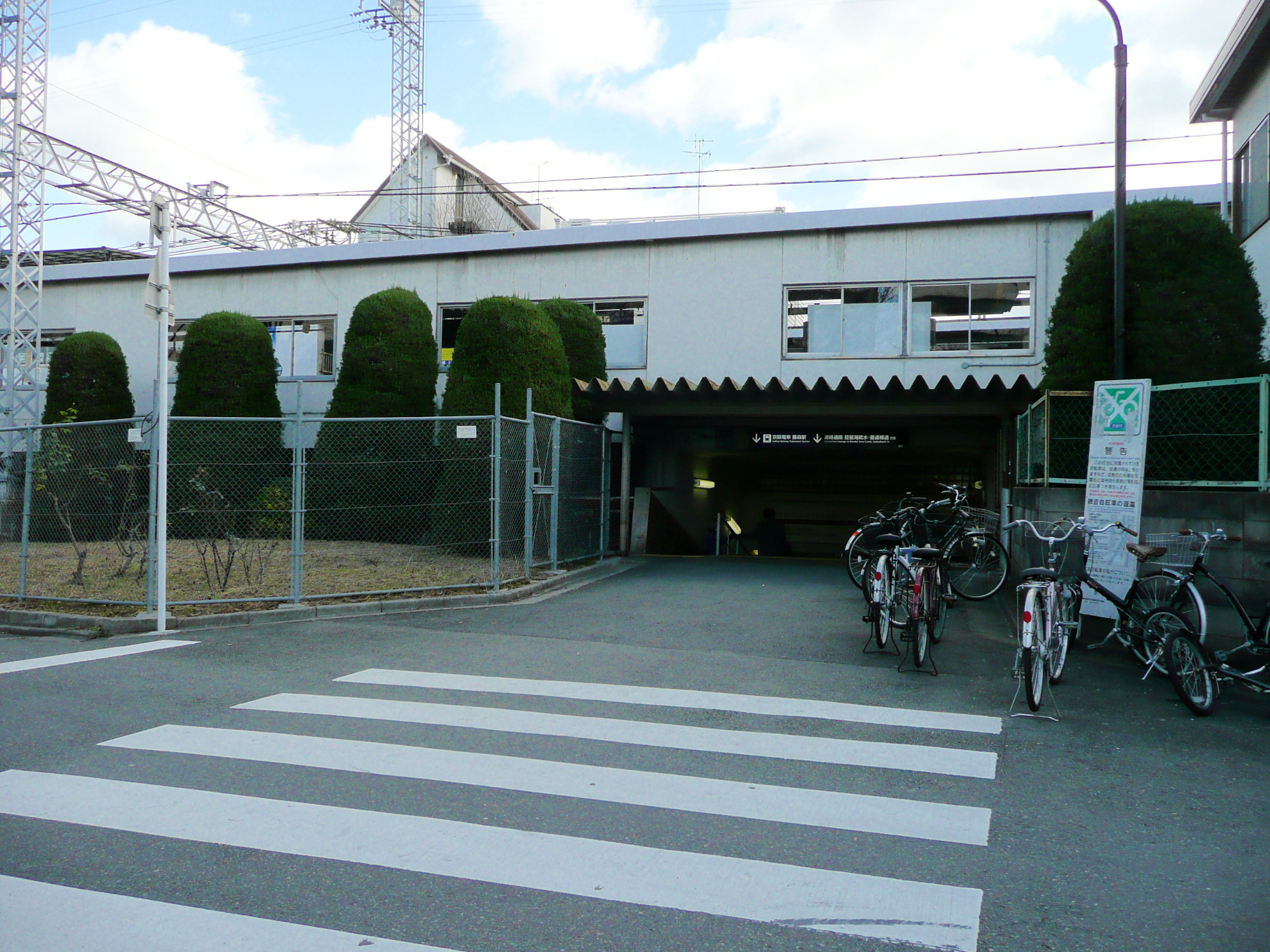
地下自由通路西側口（2008年1月）
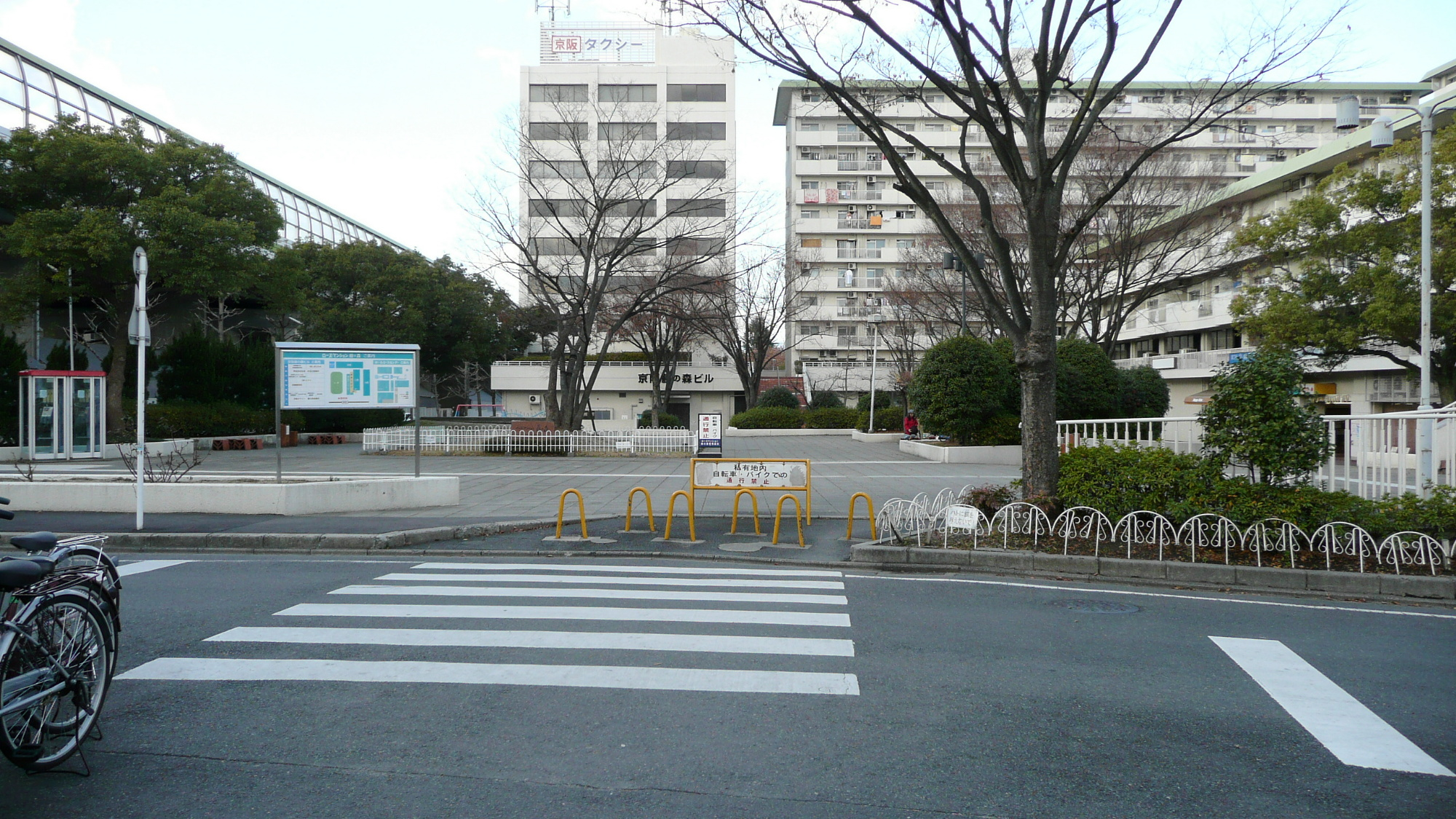
地下自由通路西側口前（2008年1月）

## 利用状況
近年の1日あたり利用客数の推移は下記の通り。
| 年度   | 乗降人員 | 乗車人員 |
| ------ | -------- | -------- |
| 2007年 | 16,293   | 7,904    |
| 2008年 | 16,224   | 8,181    |
| 2009年 | 15,518   | 7,767    |
| 2010年 | 15,285   | 7,696    |
| 2011年 | 14,375   | 7,142    |
| 2012年 | 15,308   | 7,592    |
| 2013年 | 14,277   | 7,408    |
| 2014年 | 14,291   | 7,375    |
| 2015年 | 15,623   | 7,915    |
| 2016年 | 12,982   | 6,493    |
| 2017年 | 12,729   | 6,334    |
| 2018年 | 12,767   | 6,400    |
| 2019年 | 12,281   | 6,189    |
| 2020年 | 9,403    | 4,737    |
| 2021年 | 9,400    | 4,693    |
| 2022年 | 10,351   | 5,197    |

## 駅周辺
駅舎のすぐ東側を琵琶湖疏水（鴨川運河）が流れており、1928年（昭和3年）に竣工した堀田橋（歩行者専用）が架けられている。
- 深草バスストップ（京都深草） - 名神ハイウェイバスなど高速バス（約500 m、徒歩6分）
  - 駅の改札口付近には、深草バスストップまでの経路を示した案内板が存在する。
- 京都教育大学
- 京都聖母学院中学校・高等学校・京都聖母学院小学校（2018年3月までは京都聖母女学院短期大学もあった）
- 京都市立深草小学校
  - コミュニティプラザ深草図書館（貸出は深草中学校・藤森中学校の校区住民に限られる[15]）
- 京都市立深草中学校
- 京都市立藤森中学校
- 深草郵便局
- マックスバリュ藤森店
- 京都市青少年科学センター
- 京エコロジーセンター（京都市環境保全センター）
- 伏見保健所深草支所
- 伏見区役所深草支所
- 京都医療センター
- 藤の森ローズタウン
- 深草北陵

藤森神社は隣の墨染駅が最寄りとなる。

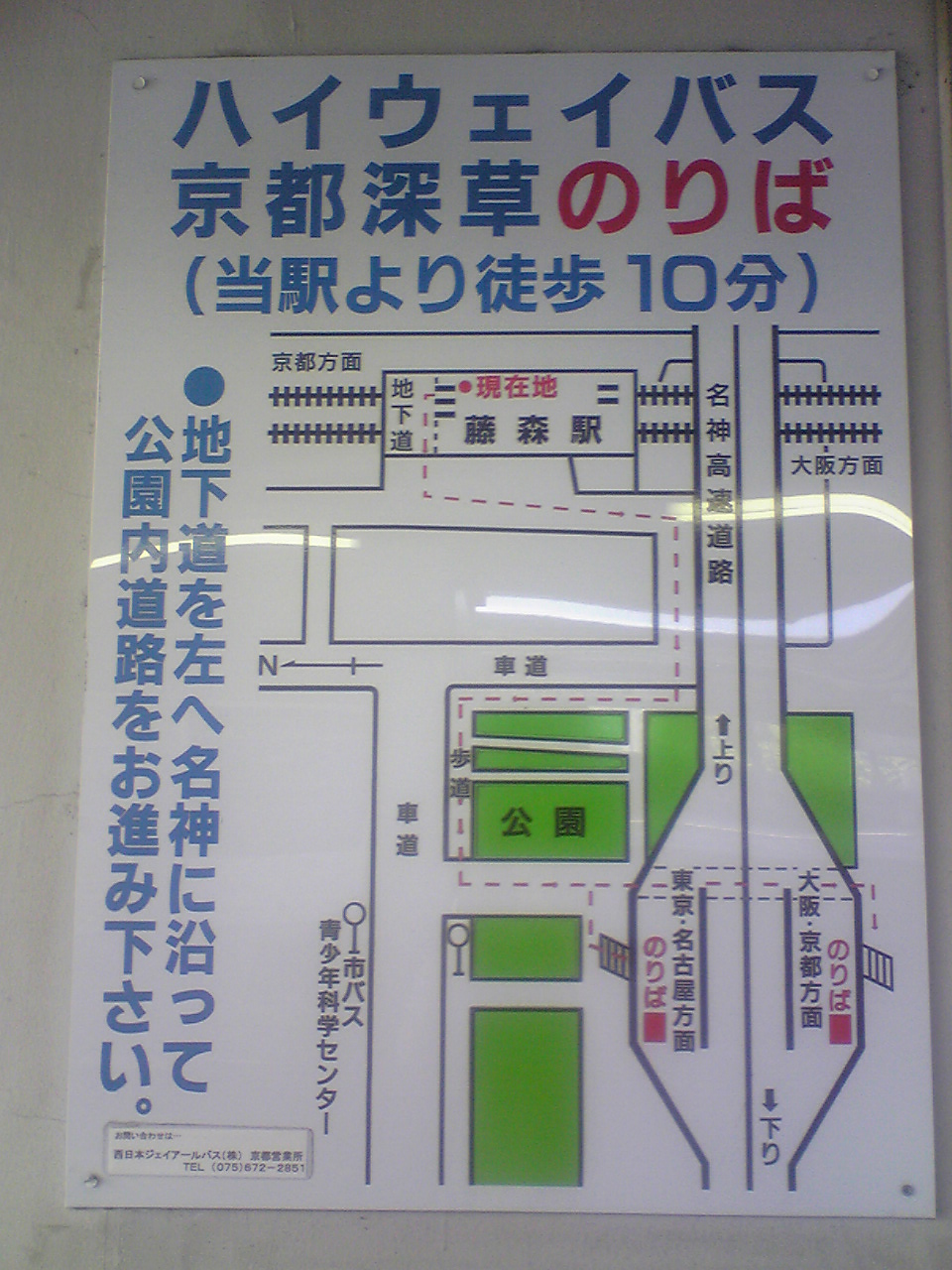
改札口付近に掲示されている深草バスストップの案内図
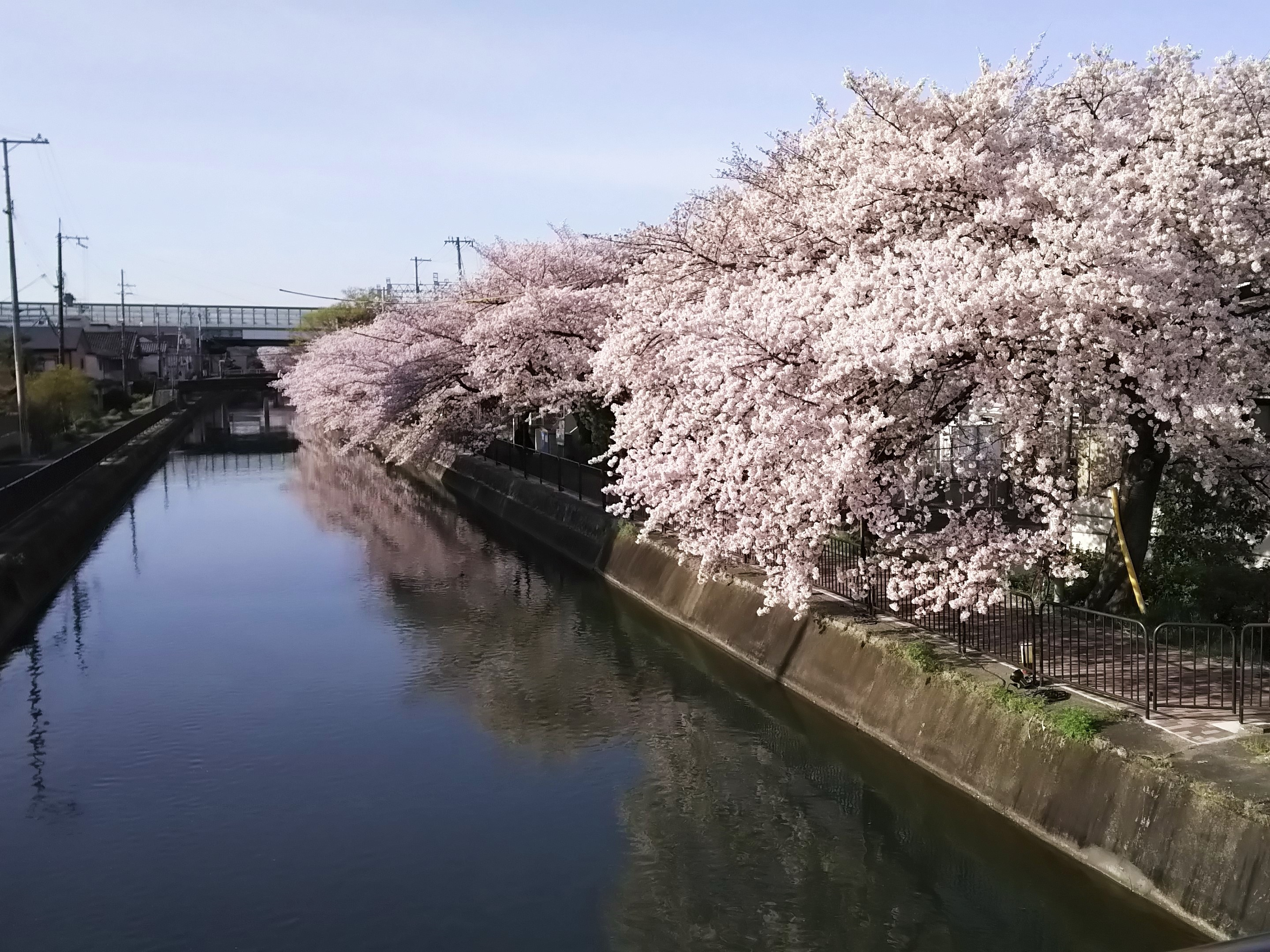
琵琶湖疏水沿いの桜並木

### バスのりば
京阪藤森駅には、バス路線は乗り入れていない。
- 最寄バス停：京都市営バス（市バス）・京阪バス 深草西浦町または藤ノ森、名神深草バスストップ

深草西浦町
バス停は駅前ではなく、駅から徒歩5分の師団街道沿いにある。
- 京都市営バス
  - 南5号系統：竹田駅東口・横大路車庫行/（稲荷大社・東福寺道経由）京都駅行
  - 急行105号系統（休止中[16]）：竹田駅東口・横大路車庫前行/（稲荷大社・京都駅八条口経由）京都駅前行
  - 臨南5系統：JR藤森駅経由藤森神社方面

藤ノ森
バス停は駅前ではなく、駅から徒歩5分の師団街道沿いにある。京阪バスは1988年6月までは「京阪藤ノ森駅口」と称していたが、現在は京都市営バスに停留所名を合わせて統一している。かつては奈良方面や淀、久御山団地に行くバスも数便設定されていたが、いずれも廃止されている。
- 京都市営バス
  - 臨南5号系統：竹田駅東口行
  - 南8号系統：竹田駅東口行/横大路車庫行
- 京阪バス
  - 2号経路：竹田駅東口行/醍醐寺前経由醍醐バスターミナル行

深草バスストップ（京都深草）
バス停は駅前ではなく、駅から徒歩6分（約500 m）の名神高速道路上にある。
関東・中部・信越・北陸・大阪方面へ向かう高速バスが発着する。

## その他
- テレビアニメの「たまこまーけっと」は、当駅付近が舞台の1つとなっている。東側駅舎・北改札口を忠実にスケッチしたと思われる場面が主人公らの乗降場面に登場するほか、駅前の堀田橋も頻出する。

## 隣の駅
京阪電気鉄道
京阪本線
■快速特急「洛楽」・□ライナー・■特急・■通勤快急・■快速急行・■急行
通過
■通勤準急（平日朝下りのみ運転）・■準急・■普通
墨染駅 (KH31) - 藤森駅 (KH32) - 龍谷大前深草駅 (KH33)
- 括弧内は駅番号を示す。